# 针头岩
22°18′54″N 115°07′30″E / 22.315°N 115.125°E

《武备志》中的郑和航海图，图中可看到“大星尖”

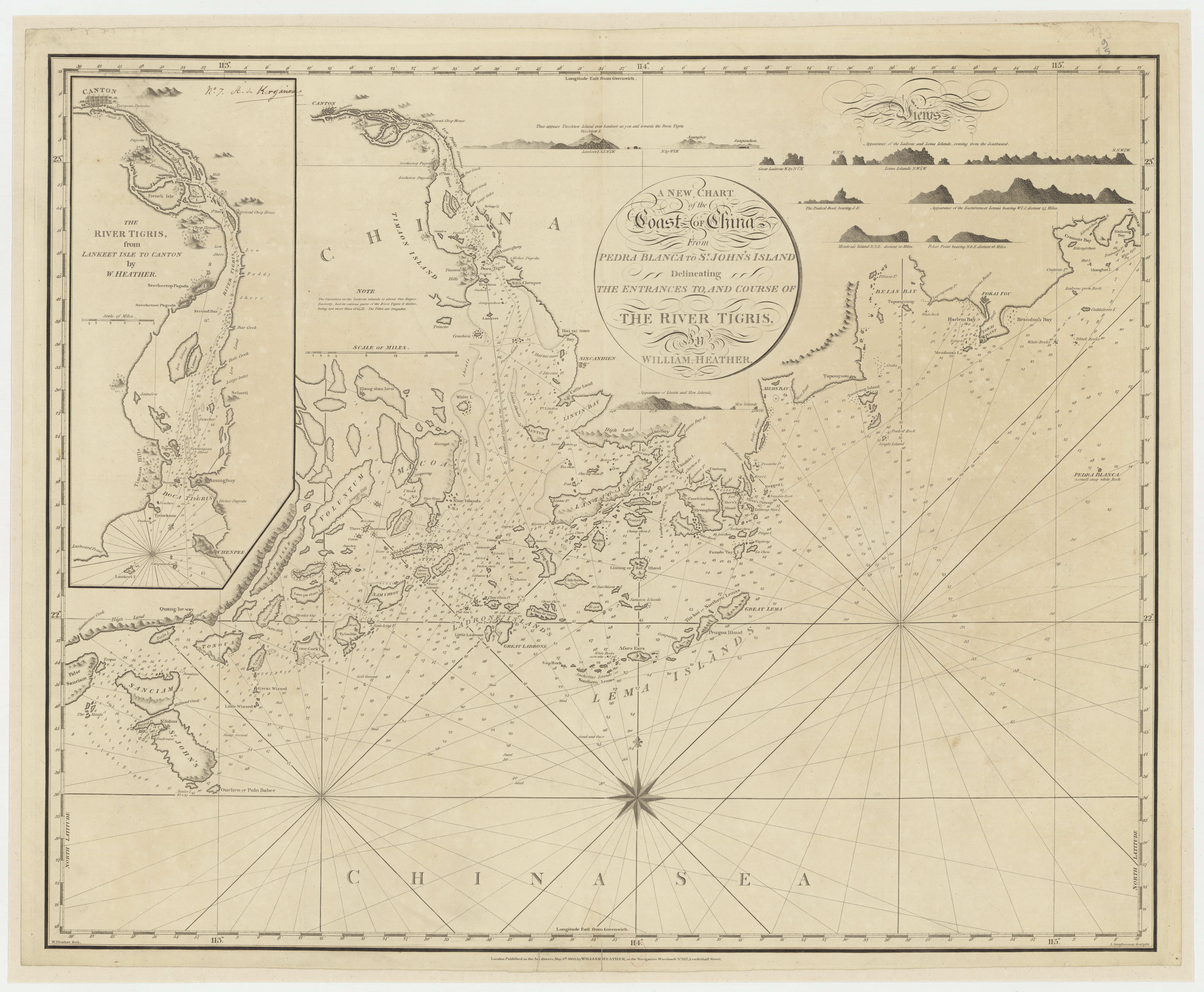
1803英国人测绘的珠江口地图，图中最右侧中央标注为PEDRA BLANCA者即针头岩

针头岩岛，又名大青针岛、大青針、大星簪、大星簪岩、大星簪礁等，《郑和航海图》中称大星尖，《香港杂记》中称之为“必度羅柄冷高島”，即西方海图中所称的“白岩”（Pedra Blanca）。该岛隶属中国广东省惠州市惠东县管辖，为惠东县最外岛，位于大亚湾西南方向，香港正东海上的一個小岛，其海床结构是巨型的山脊和岩石层，深度由10米至30米，有丰富的渔场。该岛主峰耸立，上大下小，远望之似针，岛岩呈现出灰白色。
附近大、小三门岛、青洲岛、公洲岛、黄毛刀、红圣公岛和大青针岛、鬼湾岛等共同组成了“沱泞列岛”。
- 1996年，中国政府发布关于领海范围的声明，针头岩是中国领海基点之一。
- 2003年从2003年8月开始，惠东县已分批完成了辖区内19个岛屿以县政府的名义进行立碑的工作。立碑岛屿分别有：盐洲、小星山、桑洲、三角岛、坪峙岛、针头岩岛、白鸭排、东虎屿、西虎屿、龙船洲、圣告岛、龟洲等。 （页面存档备份，存于）